# 鬼入鏡
《鬼入鏡》（英語：Paranormal Activity 2，又譯《靈動：鬼影實錄2》），2010年美國超自然恐怖片，為2007年電影《靈動：鬼影實錄》的續集，《鬼入鏡系列》的第二集，承襲首集的紀實風格（監視器、V8）拍攝。由獨立製片導演陶德·威廉斯執導，首集編導歐倫·佩利（Oren Peli）擔任製片；麥可·佩瑞（Michael R. Perry）編劇。
時間設定在首集事件的兩個月前所發生的靈異現象。兩位首集主要演員凱蒂·費瑟史東、米卡·斯洛特亦再度參與演出，而本片主角為詮釋凱蒂的姐妹斯普雷吉·格雷登（Sprague Grayden）。
美國及多數國家於2010年10月22日午夜場同步首映；台灣地區則於11月5日上映。北美地區票房創下許多午夜場及限制級電影的票房紀錄。
日本方面另購電影版權而獨立拍攝日本版本的續集《靈動2：東京實錄》（Paranormal Activity2: Tokyo Night），於2010年11月20日在日本上映，導演為長江俊和，演員及場景皆在日本。
而於2011年則上映了其前傳—鬼入鏡3。

## 演員
| 角色                      | 演员                                     | TVB粤语配音 |
| ------------------------- | ---------------------------------------- | ----------- |
| 克莉絲蒂·雷（Kristi Rey） | 斯普雷吉·格雷登                          | 莊巧怡      |
| 愛莉·雷 (Ali Rey)         | Molly Ephraim                            | 羅婉楓      |
| 丹尼·雷（Daniel Rey）     | 布萊恩·波蘭(Brian Boland)                |             |
| 漢特·雷（Hunter Rey）     | Jackson Xenia Prieto/William Juan Prieto | －          |
| 凱蒂（Katie）             | 凱蒂·費瑟史東                            | 曾月娥      |
| 米卡（Micah）             | 米卡·斯洛特                              |             |
| 瑪丁（Martine）           | Vivis Cortez                             |             |

## 外部連結
- 官方网站
- 互联网电影数据库（IMDb）上《鬼入鏡》的资料（英文）
- AllMovie上《鬼入鏡》的资料（英文）
- Box Office Mojo上《鬼入鏡》的資料（英文）